# Eliseo Salazar
Eliseo Salazar Valenzuela (Santiago, 14 november 1954) is een Chileens voormalig autocoureur. Hij maakte zijn Formule 1-debuut in 1981 bij March en nam deel aan 37 Grands Prix waarvan hij er 24 mocht starten. Hij scoorde 3 punten. Hij was de enige Chileen die ooit in de Formule 1 reed.

## Formule 1
Salazar maakte zijn debuut voor March in 1981. Zijn vijf minuten roem vergaarde hij echter in de Duitse Grand Prix van 1982 toen hij een botsing veroorzaakte met raceleider Nelson Piquet sr. die hem dubbelde. Toen beide rijders uit de auto waren geklommen, begon een boze Piquet Salazar te slaan. Salazar ging hier echter niet op in omdat Piquet hem nog hielp bij het begin van zijn Formule 1-carrière. Piquet verontschuldigde zich later bij Salazar nadat uit de telemetrie was gebleken dat zijn BMW-motor elk moment de geest kon geven.
Na de Chileense economische crisis moest Salazar zich terugtrekken uit de Formule 1.

## Eerste jaren na de Formule 1
Salazar reed hierna in de Formule 3000 en de Zuid-Amerikaanse Formule 3, maar met weinig succes. Hij begon hierop rally's te rijden in Chili, waar hij in 1985 kampioen klimracen werd in een Toyota Corolla XT.

## Sportwagens
In de laten jaren 80 reed Salazar enkele races in de FIA World Sport Prototype Championship. Zijn beste resultaat was een overwinning in de C-1-klasse in de Fuji 1000 km in Japan met een Spice SE88C Ford van BP Spice Engineering. Dankzij zijn contacten met Tom Walkinshaw kon hij de 24 uren van Le Mans rijden bij het Jaguar Silk-Cut-team. In 1989 werd hij samen met Alain en Michel Ferté achtste in een Jaguar XJR-9. Zijn beste resultaat zou een overwinning zijn geweest met de Jaguar XJR-12, maar nadat hij een aantal uur met de auto met nummer 3 had gereden moest hij zijn zitje afstaan aan Martin Brundle, die de race met deze auto uitreed en won. Brundle was uitgevallen na veertien uur met elektrische problemen na veertien uur met de nummer 1. Salazar moest met nummer 4 gaan rijden, die uitviel na 20 uur. Hiervoor werd Salazar Sportman van het Jaar 1990 in het Britse blad Autosport.

## Carrière in de Verenigde Staten
Na enkele jaren geen races gereden te hebben - Salazar was televisiepresentator in Chili geworden - kreeg hij in 1994 de kans om voor het Ferrari-Momo-team te gaan rijden in de IMSA Prototype kampioenschap in de WSC, samen met de Italiaan Gianpiero Moretti. Hij won hierin doorheen 1994 en 1995 verschillende races en scoorde daarnaast ook nog enkele podiums met de Ferrari 333 SP.
Hierna kon hij overstappen naar de Indy Car World Series. Hij tekende een contract bij het team van Dick Simon in 1995 en maakte een debuut in de Indianapolis 500. Hij finishte vierde.
Salazar ging na de splitsing van de Indy Racing League en Indy Car World Series in de nieuwe categorie rijden. In 1997 won hij zijn eerste en enige race in de IRL. Daarnaast reed nog viermaal in de top-10 in de Indianapolis 500, met in 2000 een derde plaats.
2000 en 2001 waren zijn beste jaren, waarin hij respectievelijk vierde en vijfde eindigde in het kampioenschap. Hij scoorde vijf top-5 plaatsen in 2000. In 2002 verliet hij de IRL na verschillende zware ongelukken.
Hierna ging Salazar in de American Le Mans Series rijden.

## Na 2004
Salazar ging terug naar Chili waar hij ging deelnemen aan het Rally Mobil-kampioenschap met Hyundai. In 2005 nam hij ook deel aan de eerste race van de Grand Prix Masters, als vervanger van Alan Jones.
Hij wil in 2008 aan de Dakar-rally deelnemen. Hij tekende in februari een voorcontract met Jean-Louis Schlesser om met een van zijn buggies te rijden in de rally.